# فيامي نعومي ماتافا
فيامي نعومي ماتافا (مواليد 29 أبريل 1957) هي سياسية تشغل منصب رئيسة وزراء ساموا منذ مايو 2021.